# Cornouailles
Pour les articles homonymes, voir Cornouailles (homonymie).
Ne doit pas être confondu avec Cornouaille.
 (mai 2018).
Si vous disposez d'ouvrages ou d'articles de référence ou si vous connaissez des sites web de qualité traitant du thème abordé ici, merci de compléter l'article en donnant les références utiles à sa vérifiabilité et en les liant à la section « Notes et références ».
La ou les Cornouailles (en cornique : Kernow /ˈkɛrnɔʊ/ ; en anglais : Cornwall /ˈkɔːnwəl/) est un comté du Royaume-Uni situé à l'extrémité sud-ouest de l'île de Grande-Bretagne. Sa capitale est Truro.
Limité à l'est par le fleuve Tamar, il a une superficie de 3 563 km2 et une population de 536 000 habitants, appelés Cornouaillais.
La Cornouailles a une identité culturelle marquée : c'est une des six nations celtiques, avec pour langue le cornique. 
Le titre de duc de Cornouailles est traditionnellement porté par le fils aîné du souverain britannique.

## Toponymie
Le comté a pour nom Cornwall (prononcé /ˈkɔrnwɔːl/ ou /ˈkɔrnwəl/) en anglais, Kernow (prononcé /ˈkɛrnɔw/) en cornique et Cernyw (prononcé /'kɛrnɨu/ ou /'kɛrnɪu/ en gallois. Kernou en breton (Kernev-veur est un néologisme).
Tous ces noms dérivent de celui du peuple brittonique des Cornovii, tribu locale, qui occupait la région dans l'Antiquité et au Haut Moyen Âge. Elle vivait dans la « Corne » des iles britanniques, qui donne le cornique Kernow. Le wall final vient du vieil anglais wealhas, « Celtes, Britons, Gaulois » (voir Wales, Wallonie).
Une étymologie éponymique rapportée par Geoffroy de Monmouth dans son Historia regum Britanniae fait dériver le nom du comté de celui de Corineus, un guerrier "troyen" de l'armée de Brutus de Bretagne.
En français, le nom propre Cornouailles peut être employé au singulier comme au pluriel, mais toujours avec le -s final. Il se distingue ainsi de la Cornouaille de Bretagne (en breton Kernev), qui s'emploie au singulier et s'écrit sans -s final.
Le nom antique de la « région péninsulaire » d'où le port d'Ictis exportait l'étain des Cassitérides, matériau extrait de la cassitérite locale mais principalement des sables alluviaires du Dartmoor, était Belérion ou Velérion, toponyme qui devait donc en outre inclure au moins le Devon voisin.

## Histoire

### Corineus, mythique duc de Cornouailles
Dans son Historia regum Britanniae, Geoffroy de Monmouth rapporte que le premier duc de Cornouailles fut Corineus, troyen exilé après la guerre de Troie. Il s’empara du pays et lui donna son nom (Corinée), après la fondation du mythique royaume de l'île de Bretagne par Brutus. Dans la Matière de Bretagne Brutus aurait vécu vers 1100 av. J.-C. et son règne aurait duré 23 ans.
À la mort de Brutus, le royaume de l’île de Bretagne est divisé entre ses trois fils : Locrinus hérite du centre de l’île et lui donne son nom Loegrie, Kamber s’installe à l’ouest et nomme son héritage Cambrie (actuel Pays de Galles), Albanactus va dans le nord et crée l’Albanie (Écosse). Après la défaite des Huns qui avaient envahi l’Albanie, le royaume est réunifié sous la souveraineté de Locrinus.
Corineus doit menacer de mort Locrinus pour qu’il épouse sa fille Guendoloena, qui lui est promise. À la mort de son père, celle-ci est répudiée au profit de la maîtresse Estrildis et doit se réfugier en Cornouailles. Elle lève une armée et attaque les troupes de son ancien époux. La bataille décisive a lieu près du fleuve Stour où Locrinus est tué. Victorieuse, Guendoloena devient maitresse du royaume, elle ordonne qu’Estrildis et son fils Habren soient précipités dans une rivière aujourd’hui nommée Severn, d’après le nom de Habren. Elle règne 15 ans après Locrinus et confie le royaume à son fils Maddan quand il devient adulte. Elle se retire en Cornouailles.

### Période romaine
Sous la domination romaine, la Cornouailles fait partie intégrante de la civitas des Dumnonii qui a alors pour capitale Exeter. Le peuple brittonique des Cornovii habite cette région dont la frontière est matérialisée par la rivière Tamar avant sa conquête au VIIe siècle par les Angles et les Saxons. La population parlait alors une langue brittonique devenue plus tard le cornique. Le breton y est étroitement apparenté. De nombreux noms de lieux présentent d'ailleurs des analogies avec ceux que l'on trouve dans la partie bretonnante de la Bretagne continentale ; de nombreux saints médiévaux sont communs aux deux régions.
D'après la légende, Gorlois, duc de Cornouailles sous le roi Uther Pendragon, se rebella contre la domination de son souverain, quand celui-ci devint obsédé par sa femme, Ygraine. Uther tua Gorlois et épousa Ygraine. Le fruit de leur union fut le futur roi Arthur.
Initialement partie du royaume de Domnonée, la Cornouailles en fut détachée par la conquête de la partie orientale du royaume (l'actuel Devon) par les Anglo-Saxons du Wessex.

### Guerre avec le Wessex
Avec la bataille de Dyrham en 577, la Domnonée, et partant la Cornouailles, fut séparée des autres états bretons du pays de Galles. Le royaume anglo-saxon de Wessex poursuivit son expansion par de fréquents conflits avec les Domnonéens. Selon les Annales Cambriae, les Bretons de Cornouailles gagnèrent en 722 une bataille à « Hehil ». Il semble que les Cornouillais combattirent alors une armée de Saxons de l'Ouest menée par le roi Ine de Wessex et son cousin, Nonna, à la suite de la précédente bataille de Lining, en l'an 710.
La Chronique anglo-saxonne stipule qu'en 815 « cette année le roi Ecgbryht a parcouru la Cornouailles d'est en ouest. » Et apparemment l'a tenu depuis en duché annexé à son royaume du Wessex, mais sans l'incorporer stricto sensu. La même chronique a consigné la bataille qu'en l'an 825 les Gallois (Cornouaillais) firent aux Dévoniens (hommes du Devon) à Gafulforda. Selon un document plus tardif, le roi Ecgbert « disposa de leurs terres comme bon lui sembla, en donnant la dixième part à Dieu. » En d'autres termes, il incorpora la Cornouailles dans le diocèse anglo-saxon de Sherborne, et investit Eahlstan, son évêque, qui avait pris part l'épée à la main à la campagne militaire, de vastes domaines dans la vallée du Tamar à Callington et Lawhitton, ainsi que Pawton près de Padstow.
En 838, les Cornouaillais et leurs alliés danois furent défaits par le roi Egbert à la bataille de Hingston Down ou Hengestesdune (probablement Hingston Down en Cornouailles). En 875, Dumgarth, dernier roi cornique connu, se serait noyé. Dans les années 880, des Anglo-Saxons du Wessex établirent de modestes tenures à l'est de la Cornouailles, comme Alfred le Grand qui y acquit quelques domaines. Guillaume de Malmesbury écrivait vers 1120 que le roi Athelstan d'Angleterre (924–939) fixa la frontière entre les peuples anglais et corniques sur la rive orientale du fleuve Tamar.
Le titre de duc de Cornouailles appartient toujours au fils le plus âgé du souverain. Le titre fut créé pour Édouard, le prince noir, le fils aîné d'Édouard III en 1337. Lorsqu'Édouard décéda avant son père, le titre fut recréé pour son fils, le futur Richard II.
Par une charte de 1421, le titre passe au fils et héritier le plus âgé du souverain. Si le fils le plus âgé du souverain meurt, son fils aîné n'hérite pas du titre. Cependant, si le fils le plus âgé du souverain meurt sans descendance légitime, son frère le plus âgé reçoit le titre. Ces principes font que le titre de duc de Cornouailles ne peut passer qu'à un fils du souverain étant également héritier apparent au trône d'Angleterre (i.e. dont la place dans l'ordre de succession ne peut être modifiée par aucune naissance). Le duc de Cornouailles se voit en général également accorder le titre de prince de Galles, mais contrairement à son titre ducal, celui-ci ne lui est pas donné de façon automatique mais par des lettres patentes décernées par le monarque, souvent accompagnées d'une cérémonie ad hoc tenue selon le bon vouloir du souverain. Le duc tire une grande partie de ses revenus de ses possessions dans le duché, car l'héritier du trône ne perçoit aucune subvention personnelle de l'État britannique.

## Géographie

### Présentation

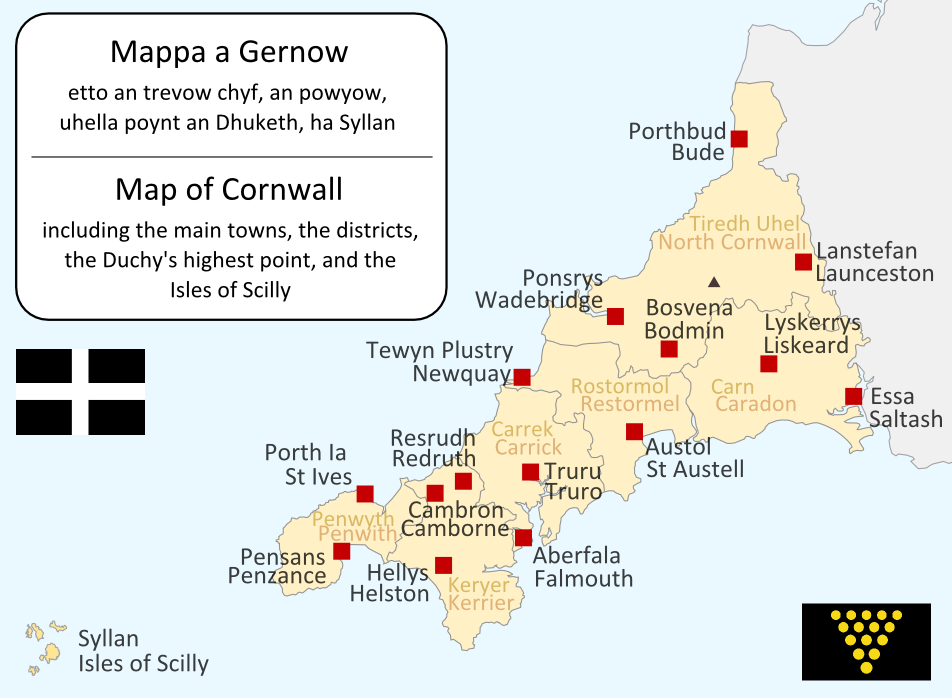
Carte de Cornouailles bilingue cornique - anglais.

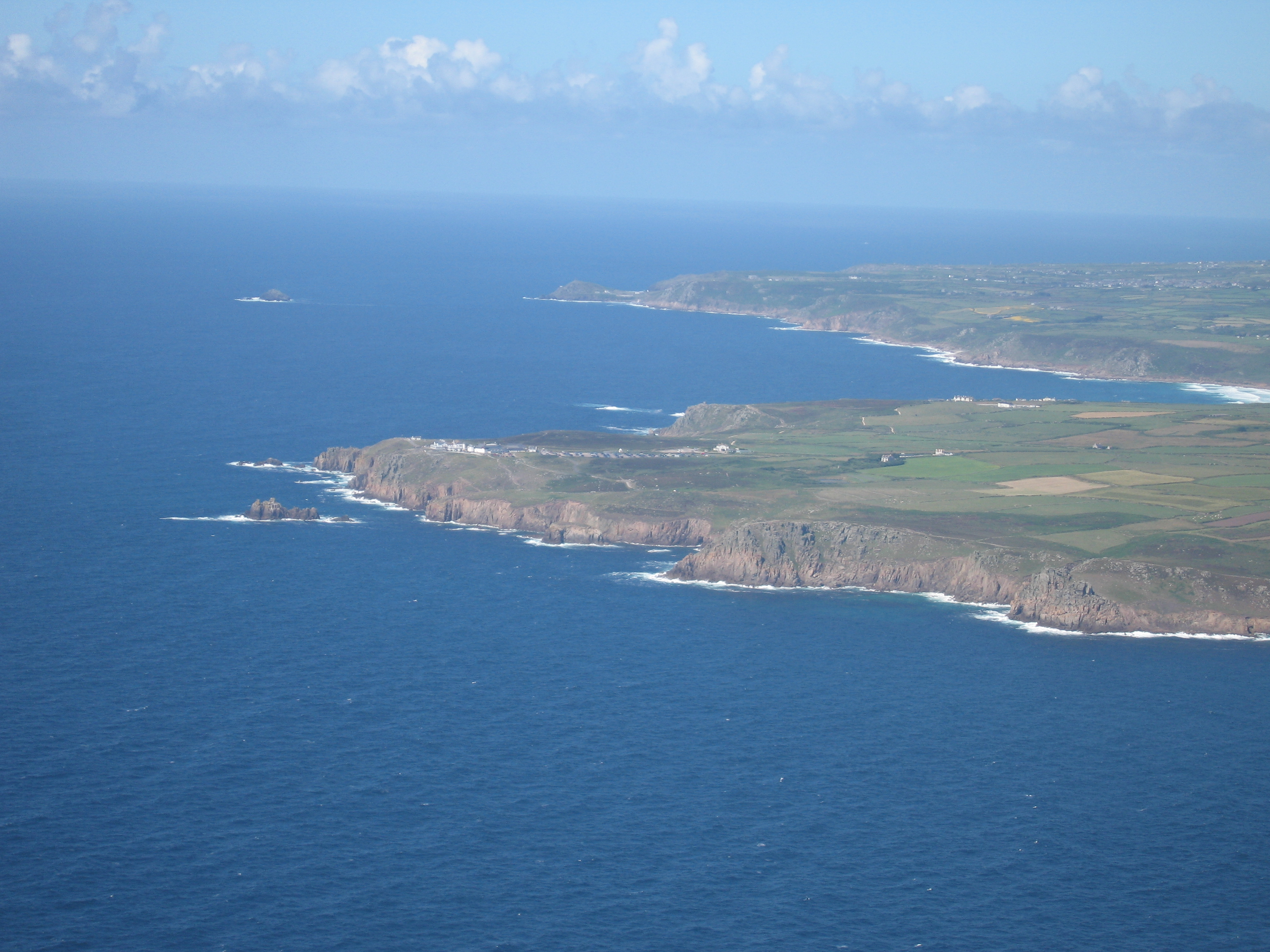
Land's End est, selon la tradition, l'une des deux extrémités de la Grande-Bretagne, l'autre étant John o' Groats (Écosse).

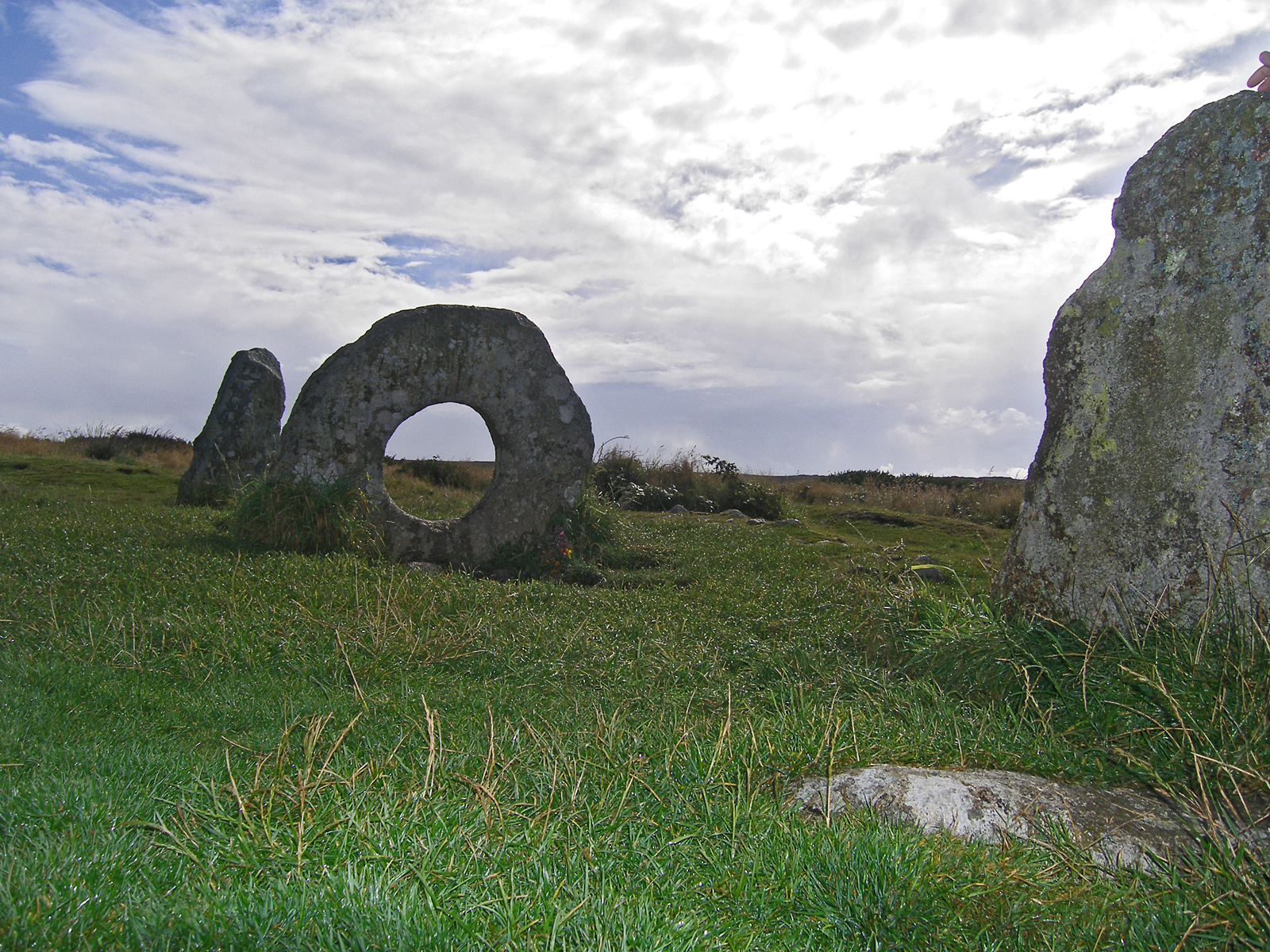
Mên-an-Tol, monument préhistorique.

Peu urbanisé, le comté ne compte pas de grande ville et est faiblement industrialisé. L'essentiel des revenus est tiré du tourisme et de l'agriculture. La ville de Truro est la capitale administrative et ecclésiastique (St Austell est la plus grande ville, avec 30 000 habitants, mais Camborne et Redruth forment ensemble une agglomération urbaine plus grande). L'exploitation des mines d'étain et de cuivre était importante au dix-neuvième siècle, mais elle s'est arrêtée vers 1990 : la dernière mine en activité était South Crofty.
C'est une grande région maritime avec de nombreux ports de pêche (Newlyn, Falmouth, Fowey, Looe et Penzance). La pêche à la sardine fut particulièrement importante pendant des siècles.
Les Sorlingues (Enesow Syllan/Scilly Islands) faisaient autrefois partie du comté administratif de Cornouailles, mais forment une unité administrative séparée (depuis avril 2009). L'archipel fait cependant toujours partie du «comté cérémonial» de Cornouailles.

### Paysages
Le climat doux et la beauté des côtes rocheuses et des paysages vallonnés attirent une population de retraités venant de toute la Grande-Bretagne. La péninsule de Cornouailles, au long littoral accidenté, charme par son isolement et son aspect sauvage. Le sentier côtier de Cornouailles (430 km), très sinueux, serpente au-dessus de falaises abruptes et de criques dentelées. Le chemin est clairement balisé et, à l'intérieur des terres, de nombreux sentiers font office de raccourcis. Les haies construites aux bords des routes sont une particularité dans le paysage.

### Climat
Malgré son climat doux, la région est exposée 250 jours par an à un ciel nuageux. Les vents de sud-ouest sont très fréquents, humides et très doux, ils apportent de la grisaille, de la pluie ou parfois même des dépressions se transformant en tempête. Les températures sont donc modelées par ce vent maritime, avec des températures hivernales allant de 5 à 15 °C et des estivales allant de 15 à 25 °C.

## Politique et administration locale
Jusqu'en 2009, le territoire de Cornouailles possédait deux niveaux de représentation et d'administration : le conseil de Cornouailles et les conseils des six districts qui composaient le comté (Caradon, Carrick, Kerrier, North Cornwall, Penwith, and Restormel).
La réforme territoriale (en) entrée en vigueur le 1er avril 2009 donne au comté de Cornouailles le statut d'autorité unitaire. Le comté est désormais administré par un unique conseil, composé de 123 membres élus par circonscription pour quatre ans.

### Élections de 2009
Les 123 membres du premier conseil cornique sont élus lors du scrutin du 4 juin 2009. Quatre partis obtiennent des conseillers :
| Parti               | Nombre de voix (pourcentage) | Nombre de sièges obtenus |
| ------------------- | ---------------------------- | ------------------------ |
| Conservateurs       | 57 115 (33,8 %)              | 50                       |
| Libéraux-démocrates | 47 701 (28,2 %)              | 38                       |
| Indépendants        | 39 093 (23,1 %)              | 32                       |
| Mebyon Kernow       | 7 290 (4,3 %)                | 3                        |

Les travaillistes, qui n'ont jamais été très puissants en Cornouailles, finissent même derrière les conservateurs eurosceptiques de l'UKIP, avec 5 698 voix (3,4 %) contre 6 350 (3,8 %)[réf. souhaitée].
Des élections partielles sont tenues entre le scrutin de 2009 et celui de 2013 :
| Date du scrutin   | Circonscriptions concernées | Parti du conseiller sortant   | Parti du conseiller élu       | Pourcentage des voix |
| ----------------- | --------------------------- | ----------------------------- | ----------------------------- | -------------------- |
| 26 novembre 2009  | St Austell Bay              | Conservateurs                 | Démocrates libéraux           | 48 %                 |
| 13 janvier 2011   | Camborne North              | Labour and co-operative party | Labour and co-operative party | 32 %                 |
| 27 octobre 2011   | Bude North and Stratton     | Démocrates libéraux           | Démocrates libéraux           | 61 %                 |
| 24 novembre 2011  | Wendron                     | Indépendants                  | Mebyon Kernow                 | 58 %                 |
| 20 septembre 2012 | St Keverne and Meneage      | Indépendants                  | Conservateurs                 | 58 %                 |

### Élections de 2013
Les 123 membres du conseil cornique sont élus lors du scrutin du 2 mai 2013. Huit partis obtiennent des conseillers, ainsi que deux candidats dont l'affiliation n'est pas précisée :
| Parti                         | Nombre de voix (pourcentage) | Nombre de sièges obtenus |
| ----------------------------- | ---------------------------- | ------------------------ |
| Libéraux-démocrates           | (23 %)                       | 36                       |
| Indépendants                  | (21 %)                       | 35                       |
| Conservateurs                 | (24 %)                       | 31                       |
| UKIP                          | (15 %)                       | 6                        |
| Travaillistes                 | (7 %)                        | 6                        |
| Mebyon Kernow                 | (5 %)                        | 4                        |
| Labour and co-operative party | (1 %)                        | 2                        |
| Non précisé                   | (1 %)                        | 2                        |
| Parti vert                    | (3 %)                        | 1                        |

Des élections partielles sont tenues depuis le scrutin de 2013 :
| Date du scrutin  | Circonscriptions concernées          | Parti du conseiller sortant | Parti du conseiller élu | Pourcentage des voix |
| ---------------- | ------------------------------------ | --------------------------- | ----------------------- | -------------------- |
| 5 septembre 2013 | Wadebridge East                      | Conservateurs               | Libéraux-démocrates     | 32 %                 |
| 10 juillet 2014  | Illogan                              | Conservateurs               | Libéraux-démocrates     | 24 %                 |
| 17 juillet 2014  | Mabe, Perranarworthal and St Gluvias | UKIP                        | Conservateurs           | 33 %                 |

### Statut de minorité nationale
Au début de 2014, le gouvernement britannique a formellement reconnu le statut de minorité nationale aux Corniques.

## Culture

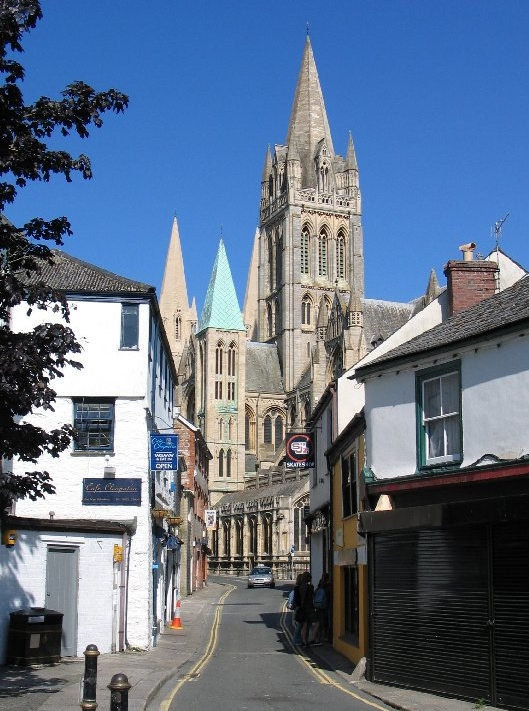
Truro, la capitale.

Drapeau de saint Piran.

Le drapeau cornique — drapeau de saint Piran — est une croix blanche sur fond noir, les mêmes couleurs, mais inversées, que celles d'un des anciens drapeaux bretons.
La devise de Cornouailles est «Onan Hag Oll» (en français « Un et Tous », l'équivalent breton étant «Unan hag holl»).
Les Corniques sont un groupe ethnique minoritaire au Royaume-Uni.
Un mouvement politique « Mebyon Kernow » (Fils de Cornouailles) a obtenu quelques succès en militant pour une autonomie locale sur le modèle de la dévolution dont jouissent l'Écosse et le Pays de Galles.

### Littérature

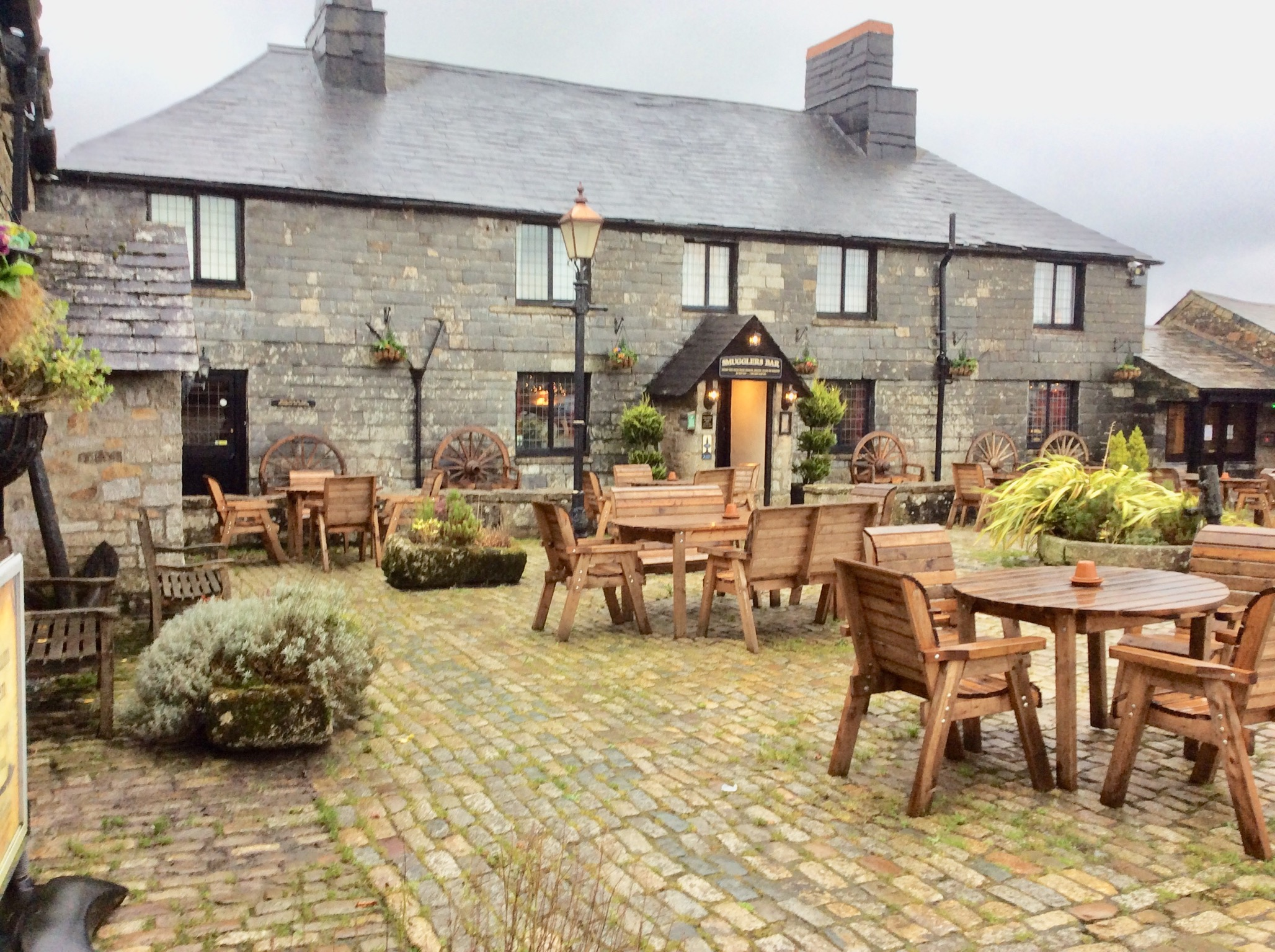
Jamaica Inn (scène du roman L'Auberge de la Jamaïque).

John le Carré a vécu dans les Cornouailles depuis les années 1970 jusqu'à son décès, à Truro, le 12 décembre 2020. Son vrai nom est David Cornwell, mais il utilise le patronyme d'un membre de sa famille descendant d'un lointain ancêtre breton, venu conquérir la Grande-Bretagne, avec les troupes de Guillaume le Conquérant.
Les Cornouailles ont inspiré deux grandes romancières anglaises, Daphne du Maurier (L'Auberge de la Jamaïque) et Virginia Woolf (La Promenade au phare inspiré par ses souvenirs d'enfance à St Ives). On peut se familiariser avec les légendes régionales avec les ouvrages suivants : Mysteries of the Cornish Coast de Ian Addicoat et Geoff Buswell, Cornish Legends de Robert Hunt. Cornwall's History de Philip Payton et King Arthur, Man or Myth ? de Paul White permettent une brève introduction historique.
Patrick Gale a également écrit deux romans ayant pour toile de fond la Cornouailles : Chronique d'un été en 2002 et Une douce obscurité en 2006.
Rosamunde Pilcher a également écrit des romans dont l'action se déroule en grande partie en Cornouailles (Retour en Cornouailles).
Il est précisé dans le premier tome que le pensionnat de jeunes filles fictif de la série de livres Malory School d'Enid Blyton se situe quelque part en Cornouailles.
Le comté des Cornouailles est aussi une région de l'Angleterre qui a beaucoup inspiré la romancière J.K. Rowling dans l'écriture de la saga Harry Potter, avec les lutins de Cornouailles, mais qu'on retrouve aussi citée dans son roman L'Appel du coucou.
L'histoire de Le Secret de Wilkie Collins se passe dans un manoir de Cornouailles.
Dans la mythologie celtique, comme mentionné dans Lancelot-Graal, la fée Morgane est la fille d'Ygraine et de Gorlois, duc de Cornouailles. De même, dans Tristan et Iseult, l'action est en partie située en Cornouailles.
Les romans historiques de la série Poldark se déroulent dans les Cornouailles du XVIIIe siècle et du début du XIXe siècle.

### Bande dessinée
La bande dessinée Signé Olrik de la série de bande dessinée Blake et Mortimer, scénarisé par Yves Sente et dessiné par André Juillard présente de nombreux paysages de la Cornouailles et narre l'histoire un groupement terroriste fictif dénommé le « Free Cornwall Group (FCG) », dirigé par un « Grand Druide » qui mène une campagne d’attentats visant à déstabiliser la visite dans cette région du prince Philip d’Angleterre et son fils Charles qui porte le titre de duc de Cornouailles.

### Musique
La musique traditionnelle a été popularisée notamment par la chanteuse Brenda Wootton qui faisait partie de la gorsedd de Cornouailles.

### Peinture

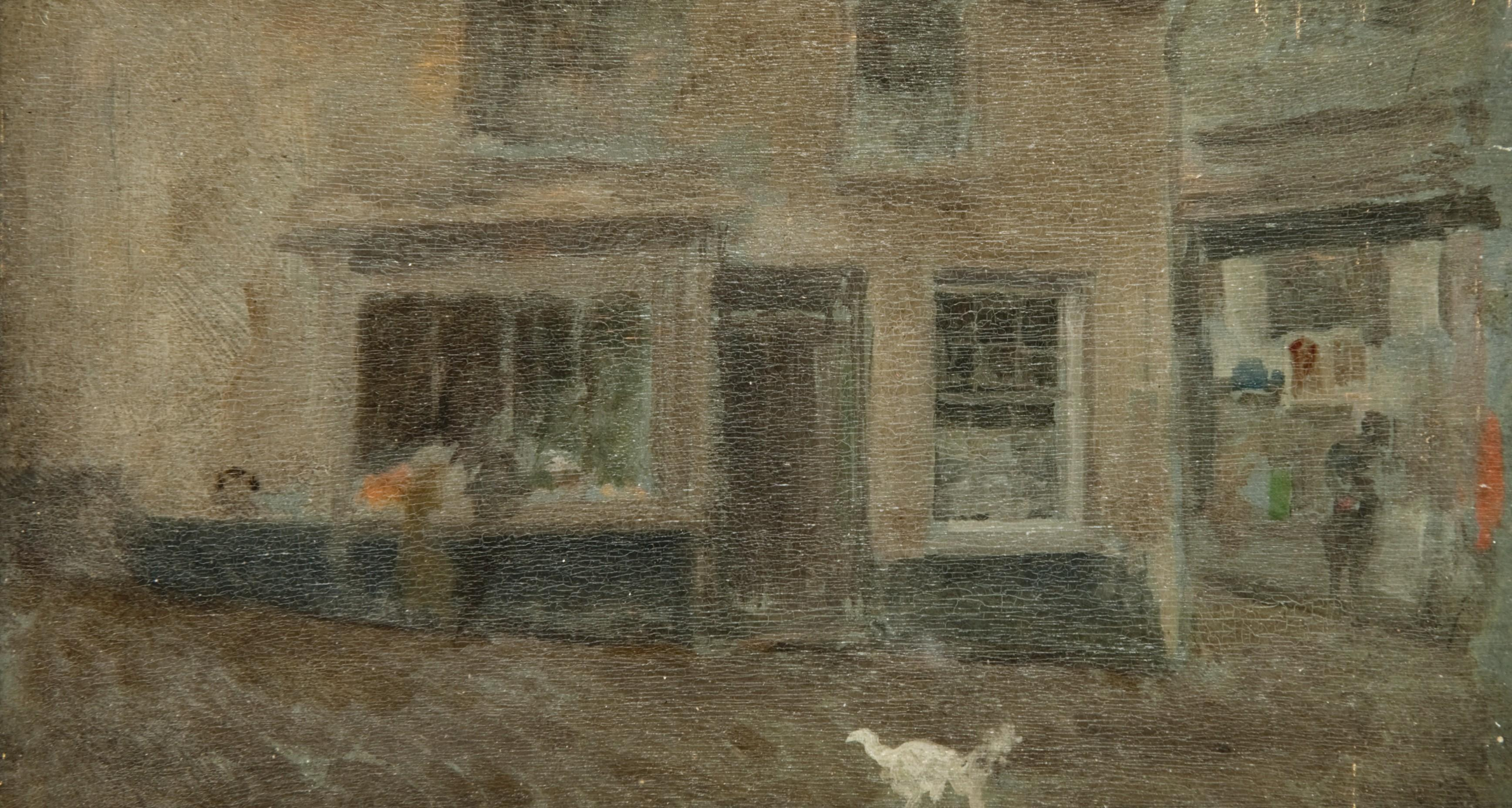
A Grey Note: Village Street, 1884
James Abbott McNeill Whistler
Glasgow, Hunterian Art Gallery

Le peintre impressionniste James Abbott McNeill Whistler a séjourné trois mois en Cornouailles en 1884, avec ses élèves Mortimer Menpes (1855-1938) et Walter Sickert (1860-1942). Il a peint une vue de l'atelier du Dr Slack dans Fore Street à St Ive dans « Une note grise : Village Street ». Il serait passé devant ce bâtiment chaque jour en allant de son logement à Barnoon au port. On pense que la façade de cette maison a été modifiée ultérieurement.

### Cinéma et télévision
Le film sorti en 1971 Les Chiens de paille (Straw Dogs) de Sam Peckinpah avec Dustin Hoffman se déroule en Cornouailles.
Les Dames de Cornouailles (Ladies in Lavender) est un film de Charles Dance sorti en 2004, avec Judi Dench et Maggie Smith, dans lequel deux sœurs d'un âge avancé, vivant dans une petite ville tranquille sur la côte de Cornouailles, se trouvent bouleversées par l'apparition mystérieuse d'un jeune homme échoué sur la plage (interprété par Daniel Brühl).
Poldark, une série britannique de 2015, offre de magnifiques images sur les paysages de Cornouailles (côtes et littoral, falaises, lande et flore, constructions et patrimoine historique), ainsi qu’un descriptif de la noblesse de province anglaise et des classes populaire et ouvrière au 18e siècle.
Entre 2016 et 2019, Delicious, avec  Dawn French, est une série tournée à Pentillie Castle principalement, Port Eliot, Boconnoc, Calstock.
La série britannique Wyclyffe avec Jack Sherperd, a été réalisée en 1993 et 1998. Une série d'enquêtes policières qui se déroulent dans toute la Cornouailles.

### Représentation populaire
Le conte populaire Jack le tueur de géants montre les exploits d'un héros originaire des Cornouailles. Dans l'imagerie populaire en Grande-Bretagne, les Cornouailles sont associées à la piraterie. Sur le plan culinaire, elles sont connues pour leurs Cornish pasties (sortes de chaussons fourrés à la viande et aux pommes de terre).
Chaque 1er mai se tient à Padstow, une ville côtière du nord de la Cornouailles, la fête 'Obby 'Oss, une coutume populaire qui consiste en une déambulation de deux cortèges menés par des faux chevaux de traits.

### Les Johnnies
La côte cornique étant proche de la côte bretonne, les Johnnies (« petits Jeans » en anglais), marchands d'oignons bretons de la région de Roscoff, débarquaient chaque année dans les ports corniques après une traversée qui durait quelques heures (si la mer était favorable), pour vendre leur cargaison en effectuant du porte-à-porte, puis repartaient pour la Bretagne.

### Langue
L'anglais est la langue usuellement parlée en Cornouailles. Historiquement il a existé une langue de la famille des langues brittoniques appelée cornique. Au Moyen Âge, cette langue était presque identique au breton ; elle a évolué indépendamment, mais en est restée très proche. Presque disparue au commencement du XIXe siècle, elle revit par les efforts d'un mouvement culturel soutenu par plusieurs générations de linguistes. Bien que confidentielle aujourd'hui (environ 1 500 personnes la parlent), cette langue bénéficie du statut officiel de langue régionale du Royaume-Uni, ce qui autorise son enseignement dans les écoles et son financement par des fonds publics. Il existe actuellement plusieurs orthographes en concurrence, qu'un mouvement a entrepris de moderniser et de standardiser. La principale organisation de promotion du cornique est le Partenariat pour la langue cornique.

## Domaine du prince William

Drapeau du duc de Cornouailles.

Le roi Charles III, lorsqu'il était prince héritier, a accédé au titre de duc de Cornouailles automatiquement en 1952 à l'avènement de sa mère la reine, mais n'a été créé prince de Galles qu'en 1958 par lettres patentes, et formellement investi en 1969.
Le roi Charles III, jusqu'à son avènement au Trône, possédait un domaine de 52 000 hectares où il a fondé une ligne de produits bio, domaine dont les revenus remplaçaient sa liste civile. Fidèle à ses idées, un village modèle écologique de mille maisons traditionnelles en granit et ardoises y fut construit sous l'égide de la fondation Prince de Galles près de Newquay. Proche des plages les plus appréciées par les surfeurs, son nom est Surfbury. La fondation avait déjà construit le village de Poundbury, sur ce même modèle, près de Dorchester dans le comté du Dorset.
Le prince héritier actuel, William, a accédé à ce titre à la suite du décès de la reine Élisabeth II et de l'avènement de son père, le roi Charles III.
En février 2023, le prince et la princesse de Galles se rendent à Falmouth, marquant leur première visite dans la région depuis qu'ils sont devenus duc et duchesse de Cornouailles.
Le blason du duc de Cornouailles est " de sable à 15 besant d'or rangés en triangle ".

## Économie
- Tourisme (stations balnéaires de Newquay, Falmouth, Bude, Polzeath et St Merryn)
- Agriculture dont l'élevage laitier (bocage) et le maraîchage
- Minerai (principale production européenne de kaolin) - les Cornouailles et le Devon ont une histoire minière remontant à l'âge du bronze.